# Bankartlaesie

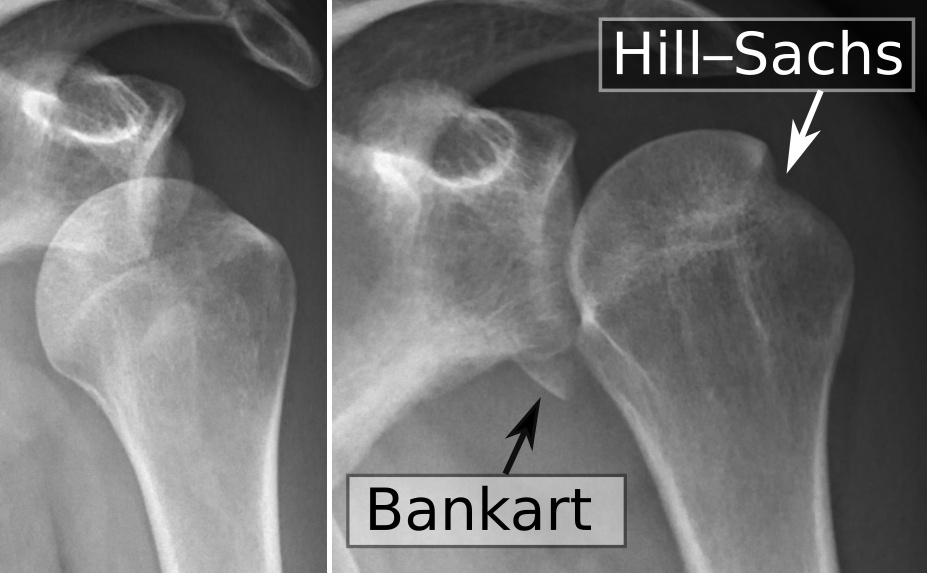
Röntgenfoto van een schoudergewricht met bankart- en hill-sachslaesie

Een bankartlaesie of laesie van Bankart is een laesie die ontstaat als gevolg van een ontwrichting van de schouder. Bij deze laesie is de voorste zijde van het labrum beschadigd. Dit labrum is een kraakbeenkom die samen met andere structuren het schoudergewricht stabiliseert. Veelvoorkomende klachten na een bankartlaesie zijn een grotere gevoeligheid voor ontwrichting en een gevoel van instabiliteit in de schouder. Een bankartlaesie komt vaker voor bij sporten als volleybal, handbal en andere bovenhandse sporten.
Een bankartlaesie komt gewoonlijk samen met een hill-sachslaesie voor; als de een aanwezig is zal de ander dat in elf van de twaalf gevallen ook zijn.

## Pathologie
Een bankartlaesie ontstaat wanneer de kop van het opperarmbeen met grote kracht tegen de kom van het gewricht wordt geduwd. Dit gebeurt bijvoorbeeld tijdens het ontwrichten van de schouder, of een subluxatie. Deze botsing van structuren kan zorgen voor schade aan het weefsel.

### Diagnostiek
Binnen de diagnostiek wordt onderscheid gemaakt tussen twee types:
1. Zachtweefsel-bankartlaesie: scheur in de gewrichtskom (glenoïde); dit betreft enkel zacht weefsel. Dit type komt het meest voor.
2. Hardweefsel-bankartlaesie: scheur of afbreuk in het botweefsel van de schouderkom.[5]

Om een bankartlaesie definitief vast te stellen wordt er gebruik gemaakt van een MRI of röntgenfoto. Wanneer de schouder richting de achterzijde van het lijf ontwricht is kan er ook sprake zijn van een posterieure bankartlaesie.

### Kenmerken
De meest voorkomende klachten bij een bankartlaesie zijn algemene schouderpijn, een gevoel van instabiliteit in het gewricht, knakkende geluiden of het op slot schieten van de schouder tijdens beweging.

## Beschrijving
De laesie is in 1923 beschreven en onder de aandacht gebracht door de orthopedisch chirurg Arthur Bankart (1879–1951). Hij was niet de eerste: Broca en Hartmann gaven in 1890 al een goede beschrijving, maar deze werd niet opgemerkt en de laesie is vooral door Bankarts inspanningen bekend geworden.

## Afbeeldingen

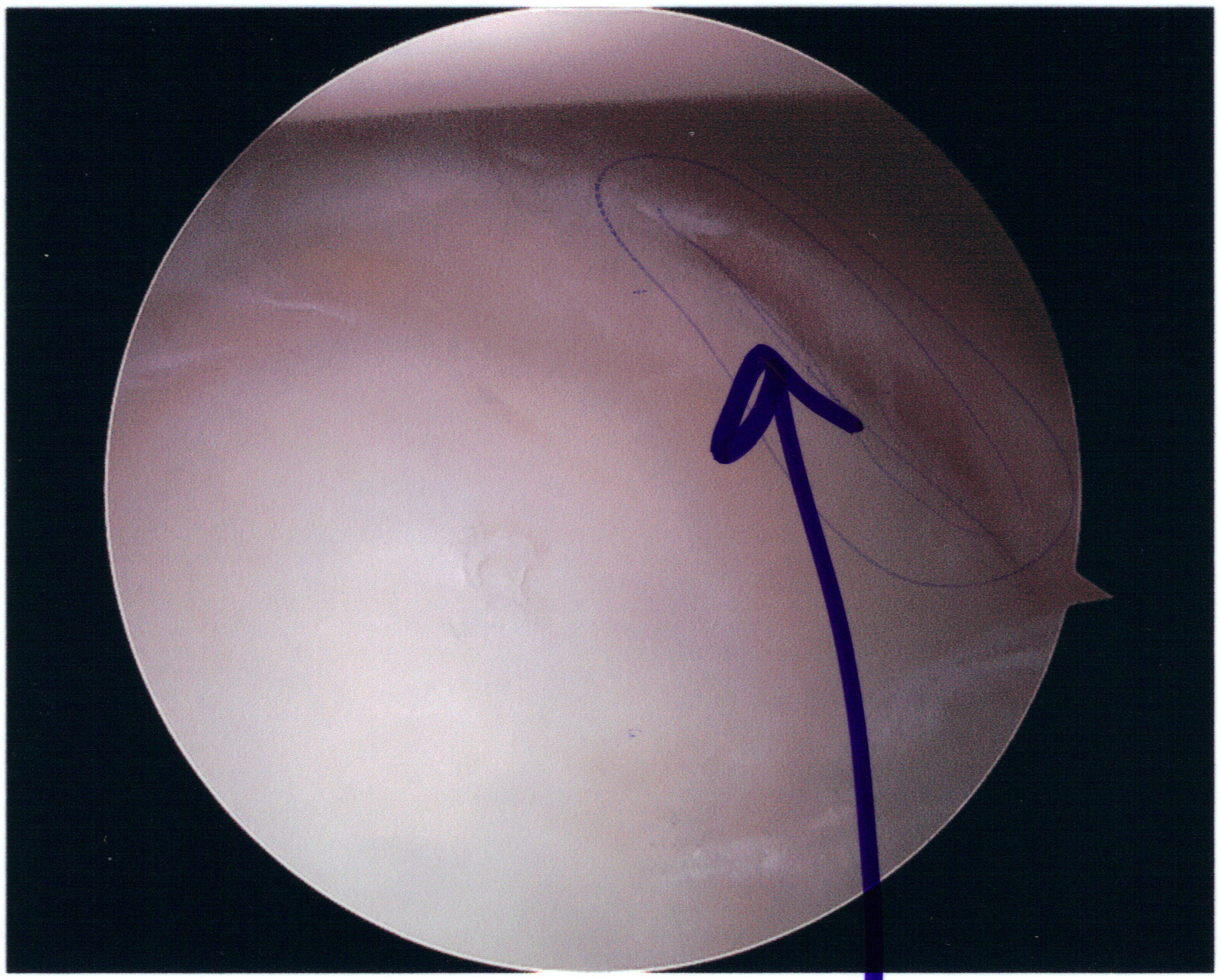
Scheur in het kraakbeen, zichtbaar tijdens een kijkoperatie
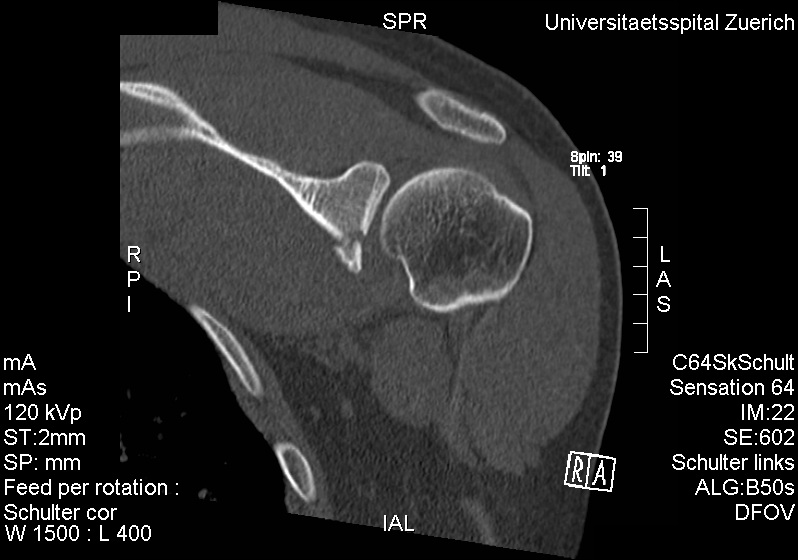
CT-scan van een hardweefsel-bankartlaesie
Röntgenfoto van een schoudergewricht met een bankartlaesie en hill-sachslaesie